# جمهوری خودگردان شوروی سوسیالیستی چوواشستان
جمهوری خودگردان شوروی سوسیالیستی چوواشستان (به لاتین: Chuvash Autonomous Soviet Socialist Republic) یک از جماهیر خودمختار اتحاد شوروی در اتحاد جماهیر شوروی سوسیالیستی است که در جمهوری فدراتیو سوسیالیستی روسیه شوروی واقع شده بود.
این جمهوری حدود ۱۸۰۰۰ کیلومتر مربع (۶۹۰۰ مایل مربع) در راستای کرانه شرقی رود ولگا، و حدود ۷۰۰ کیلومتر (۴۳۰ مایل) در شرق مسکو قرار داشت.
 استان خودگردان چوواشستان در ۱۹۲۵ میلادی به این این جمهوری شورایی تغییر نام داد. این جمهوری در سال ۱۹۹۰ میلادی حاکمیت خود را در درون اتحاد جماهیر شوروی به‌عنوان جمهوری چوواشستان (هنوز در خاک روسیه) اعلام کرد.
فعالیت اقتصادی اصلی آن کشاورزی، تولید غلات و میوه و قطع درختان بود.
مرکز آن شهر چاباق‌سر بود.

## نگارخانه

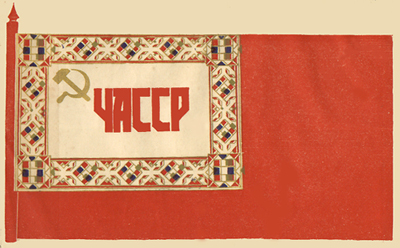
پرچم سال‌های ۱۹۲۷-۱۹۳۱

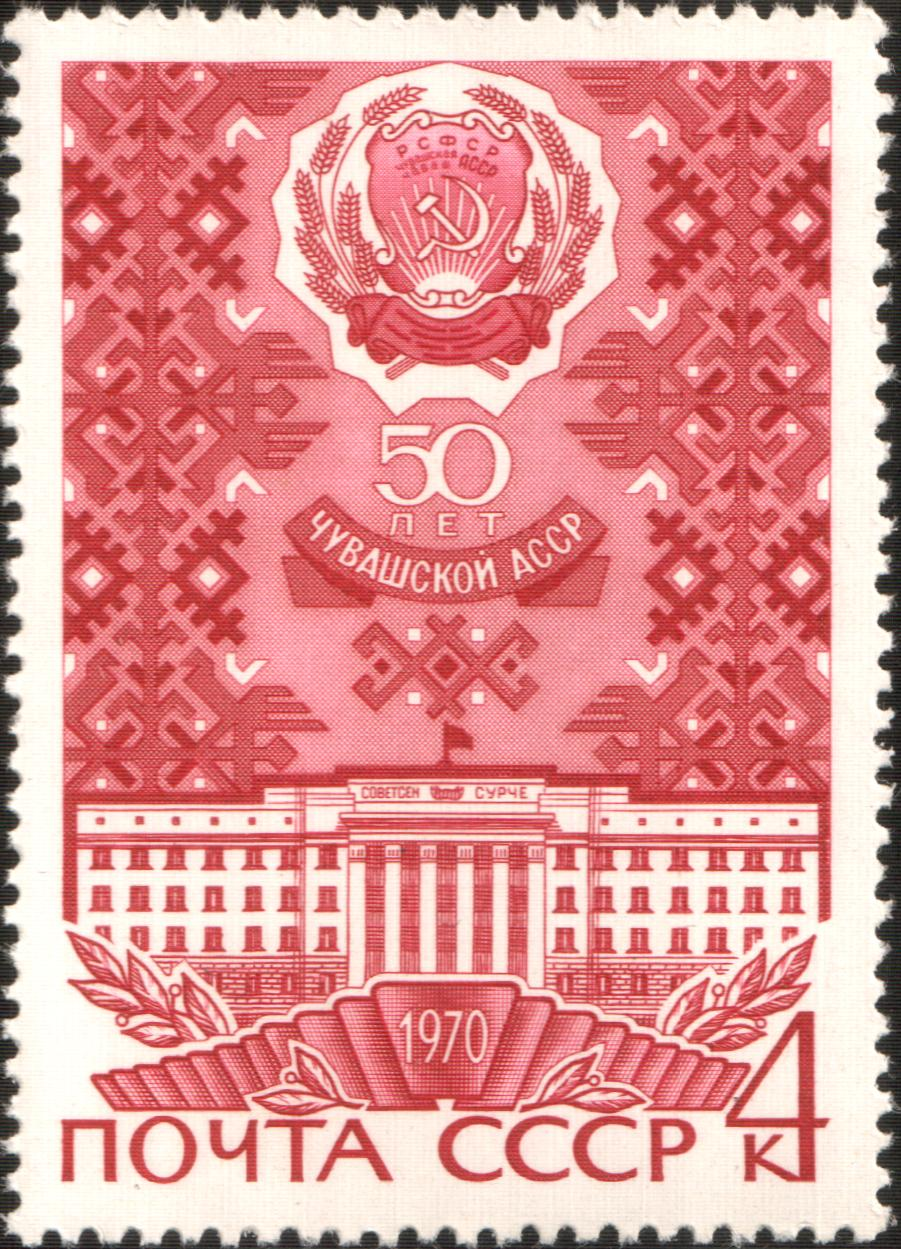
تمبر بزرگداشت پنجاهمین سال بنیان‌گذاری جمهوری خودگردان شوروی چوواشستان